# Collegio elettorale di Voghera (Senato della Repubblica)
Il collegio di Voghera fu un collegio elettorale uninominale della Repubblica Italiana appartenente alla Circoscrizione Lombardia; fu utilizzato per eleggere un senatore della Repubblica dalla I alla XI legislatura.

## Storia
Il collegio venne creato nel 1948 secondo la legge n. 29 del 6 febbraio 1948 la quale, pur basandosi sull'impianto proporzionale in vigore per la Camera, rispetto a quest'ultima conteneva alcuni piccoli correttivi in senso maggioritario. Tale legge ebbe il suo definitivo perfezionamento col Testo Unico n. 361 del 1957. Differentemente dalla Camera, la legge elettorale del Senato si articolava su base regionale, seguendo il dettato costituzionale (art.57). Ogni Regione era suddivisa in tanti collegi uninominali quanti erano i seggi ad essa assegnati. All'interno di ciascun collegio, veniva eletto il candidato che avesse raggiunto il quorum del 65% delle preferenze: tale soglia, oggettivamente di difficilissimo conseguimento, tradiva l'impianto proporzionale su cui era concepito anche il sistema elettorale della Camera Alta. Qualora, come normalmente avveniva, nessun candidato avesse conseguito l'elezione, i voti di tutti i candidati venivano raggruppati in liste di partito a livello regionale, dove i seggi venivano allocati utilizzando il metodo D'Hondt delle maggiori medie statistiche e quindi, all'interno di ciascuna lista, venivano dichiarati eletti i candidati con le migliori percentuali di preferenza.
Il collegio di Voghera venne abrogato nel 1993, con la cosiddetta Legge Mattarella (Legge n. 276, Norme per l'elezione del Senato della Repubblica), attuata in seguito al referendum abrogativo del 1993. Con la legge Mattarella venne istituito per la Camera dei deputati e per il Senato della Repubblica un sistema di elezione misto, in parte maggioritario e in parte proporzionale. Il 75% dei parlamentari dell'assemblea veniva eletto in collegi uninominali tramite sistema maggioritario a turno unico; il restante 25% al Senato veniva eletto tramite recupero proporzionale dei più votati non eletti attraverso un meccanismo di calcolo denominato "scorporo", cioè sottraendo dal conteggio dei voti totali di una lista nella parte proporzionale i voti ottenuti dai candidati collegati alla medesima lista che erano eletti nei collegi uninominali con il sistema maggioritario.

### Territorio
Il collegio di Voghera era uno dei 31 collegi uninominali in cui era suddivisa la Lombardia; era interamente compreso nella provincia di Pavia e comprendeva i seguenti comuni: Arena Po, Barbianello, Bastida de' Dossi, Bastida Pancarana, Borgo Priolo, Borgoratto Mormorolo, Bosnasco, Bressana Bottarone, Broni, Calvignano, Campospinoso, Canneto Pavese, Casanova Lonati, Casatisma, Casei Gerola, Castana, Casteggio, Castelletto di Branduzzo, Cervesina, Cigognola, Codevilla, Corana, Cornale, Corvino San Quirico, Fortunago, Godiasco, Golferenzo, Lirio, Lungavilla, Menconico, Mezzana Rabattone, Mezzanino, Montalto Pavese, Montebello, Montecalvo Versiggia, Montesegale, Montù Beccaria, Mornico Losana, Pancarana, Pietra de' Giorgi, Pinarolo Po, Pizzale, Ponte Nizza, Pometo, Portalbera, Pregola, Redavalle, Retorbido, Rivanazzano, Robecco Pavese, Rocca de' Giorgi, Rocca Susella, Romagnese, Rovescala, San Cipriano Po, San Damiano al Colle, Santa Giuletta, Santa Margherita di Staffora, Santa Maria della Versa, Silvano Pietra, Stradella, Torrazza Coste, Val di Nizza, Varzi, Verretto, Verrua Po, Voghera, Volpara, Zavattarello Valverde e Zenevredo.

## Dati elettorali

### I legislatura
|                                                                                | Angelo Nassano  | Democrazia Cristiana                             | 43 536  | 44,31 |  |  |  |  |  |
|                                                                                | Cesare Gavina   | Fronte Democratico Popolare                      | 38 235  | 38,91 |  |  |  |  |  |
|                                                                                | Attilio Morini  | Unità Socialista - Partito Repubblicano Italiano | 16 488  | 16,78 |  |  |  |  |  |
| Totale                                                                         | Totale          | Totale                                           | 98 259  | 100   |  |  |  |  |  |
|                                                                                |                 |                                                  |         |       |  |  |  |  |  |
| Voti non validi                                                                | Voti non validi | Voti non validi                                  | 5 888   | 5,65  |  |  |  |  |  |
| Votanti                                                                        | Votanti         | Votanti                                          | 104 147 | 93,97 |  |  |  |  |  |
| Elettori                                                                       | Elettori        | Elettori                                         | 110 834 |       |  |  |  |  |  |
|                                                                                |                 |                                                  |         |       |  |  |  |  |  |
| Nota: quorum del 65% non raggiunto; ripartizione dei seggi a livello regionale |                 |                                                  |         |       |  |  |  |  |  |
| Data: 18 aprile 1948                                                           |                 |                                                  |         |       |  |  |  |  |  |
| Fonte: Ministero dell'interno                                                  |                 |                                                  |         |       |  |  |  |  |  |

### II legislatura
|                                                                                | Renato Alessi           | Democrazia Cristiana                    | 37 152  | 36,74 |  |  |  |  |  |
|                                                                                | Cesare Gavina ✔️ Eletto | Partito Comunista Italiano              | 24 140  | 23,87 |  |  |  |  |  |
|                                                                                | Ermanno Ge              | Partito Socialista Italiano             | 16 168  | 15,99 |  |  |  |  |  |
|                                                                                | Emilio Canevari         | Partito Socialista Democratico Italiano | 7 643   | 7,56  |  |  |  |  |  |
|                                                                                | Guglielmo Gazzale       | Partito Nazionale Monarchico            | 6 705   | 6,63  |  |  |  |  |  |
|                                                                                | Zenone Verga            | Movimento Sociale Italiano              | 3 617   | 3,58  |  |  |  |  |  |
|                                                                                | Salvatore Dentici       | Partito Liberale Italiano               | 3 050   | 3,02  |  |  |  |  |  |
|                                                                                | Ernesto Re              | Partito Repubblicano Italiano           | 1 394   | 1,38  |  |  |  |  |  |
|                                                                                | Edoardo Frigé           | Unità Popolare                          | 957     | 0,95  |  |  |  |  |  |
|                                                                                | Paolo Valenti           | Alleanza Democratica Nazionale          | 294     | 0,29  |  |  |  |  |  |
| Totale                                                                         | Totale                  | Totale                                  | 101 120 | 100   |  |  |  |  |  |
|                                                                                |                         |                                         |         |       |  |  |  |  |  |
| Voti non validi                                                                | Voti non validi         | Voti non validi                         | 4 579   | 4,33  |  |  |  |  |  |
| Votanti                                                                        | Votanti                 | Votanti                                 | 105 699 | 93,86 |  |  |  |  |  |
| Elettori                                                                       | Elettori                | Elettori                                | 112 610 |       |  |  |  |  |  |
|                                                                                |                         |                                         |         |       |  |  |  |  |  |
| Nota: quorum del 65% non raggiunto; ripartizione dei seggi a livello regionale |                         |                                         |         |       |  |  |  |  |  |
| Data: 7 giugno 1953                                                            |                         |                                         |         |       |  |  |  |  |  |
| Fonte: Ministero dell'interno                                                  |                         |                                         |         |       |  |  |  |  |  |

### III legislatura
|                                                                                | Luigi Balduzzi              | Democrazia Cristiana                    | 35 317  | 34,13 |  |  |  |  |  |
|                                                                                | Raffaello Antonio De Grad   | Partito Comunista Italiano              | 23 427  | 22,64 |  |  |  |  |  |
|                                                                                | Ermanno Fulvio Gè           | Partito Socialista Italiano             | 19 892  | 19,22 |  |  |  |  |  |
|                                                                                | Ugoberto Alfassio Grimaldi  | Partito Socialista Democratico Italiano | 8 467   | 8,18  |  |  |  |  |  |
|                                                                                | Angelo Nicolato             | Movimento Sociale Italiano              | 5 126   | 4,95  |  |  |  |  |  |
|                                                                                | David Daniele Pedrazzini    | Partito Liberale Italiano               | 4 947   | 4,78  |  |  |  |  |  |
|                                                                                | Enrico Giambattista Gazzale | Partito Nazionale Monarchico            | 2 998   | 2,90  |  |  |  |  |  |
|                                                                                | Antonio Cremisini           | Partito Monarchico Popolare             | 1 587   | 1,53  |  |  |  |  |  |
|                                                                                | Amilcare Oreste Zeme        | PRI - PR                                | 1 085   | 1,05  |  |  |  |  |  |
|                                                                                | Francesco Brambilla         | Movimento Comunità                      | 627     | 0,61  |  |  |  |  |  |
| Totale                                                                         | Totale                      | Totale                                  | 103 473 | 100   |  |  |  |  |  |
|                                                                                |                             |                                         |         |       |  |  |  |  |  |
| Voti non validi                                                                | Voti non validi             | Voti non validi                         | 6 963   | 6,31  |  |  |  |  |  |
| Votanti                                                                        | Votanti                     | Votanti                                 | 110 436 | 96,05 |  |  |  |  |  |
| Elettori                                                                       | Elettori                    | Elettori                                | 114 982 |       |  |  |  |  |  |
|                                                                                |                             |                                         |         |       |  |  |  |  |  |
| Nota: quorum del 65% non raggiunto; ripartizione dei seggi a livello regionale |                             |                                         |         |       |  |  |  |  |  |
| Data: 25 maggio 1958                                                           |                             |                                         |         |       |  |  |  |  |  |
| Fonte: Ministero dell'interno                                                  |                             |                                         |         |       |  |  |  |  |  |

### IV legislatura
|                                                                                | Giovanni Celasco          | Democrazia Cristiana                             | 33 474  | 32,45 |  |  |  |  |  |
|                                                                                | Giorgio Piovano ✔️ Eletto | Partito Comunista Italiano                       | 30 479  | 29,55 |  |  |  |  |  |
|                                                                                | Alcide Malagugini         | Partito Socialista Italiano                      | 14 691  | 14,24 |  |  |  |  |  |
|                                                                                | Attilio Morini            | Partito Socialista Democratico Italiano          | 7 755   | 7,52  |  |  |  |  |  |
|                                                                                | G. Manusardi              | Partito Liberale Italiano                        | 6 889   | 6,68  |  |  |  |  |  |
|                                                                                | G. Anelli                 | Movimento Sociale Italiano                       | 4 473   | 4,34  |  |  |  |  |  |
|                                                                                | G. Corno                  | Concentrazione di Unità Rurale                   | 2 599   | 2,52  |  |  |  |  |  |
|                                                                                | M. Orrico                 | Partito Democratico Italiano di Unità Monarchica | 1 763   | 1,71  |  |  |  |  |  |
|                                                                                | P. Bobba                  | Partito Repubblicano Italiano                    | 1 026   | 0,99  |  |  |  |  |  |
| Totale                                                                         | Totale                    | Totale                                           | 103 149 | 100   |  |  |  |  |  |
|                                                                                |                           |                                                  |         |       |  |  |  |  |  |
| Voti non validi                                                                | Voti non validi           | Voti non validi                                  | 6 613   | 6,02  |  |  |  |  |  |
| Votanti                                                                        | Votanti                   | Votanti                                          | 109 762 | 96,02 |  |  |  |  |  |
| Elettori                                                                       | Elettori                  | Elettori                                         | 114 308 |       |  |  |  |  |  |
|                                                                                |                           |                                                  |         |       |  |  |  |  |  |
| Nota: quorum del 65% non raggiunto; ripartizione dei seggi a livello regionale |                           |                                                  |         |       |  |  |  |  |  |
| Data: 28 aprile 1963                                                           |                           |                                                  |         |       |  |  |  |  |  |
| Fonte: Ministero dell'interno                                                  |                           |                                                  |         |       |  |  |  |  |  |

### V legislatura
|                                                                                | Giovanni Celasco          | Democrazia Cristiana                             | 36 044  | 35,20 |  |  |  |  |  |
|                                                                                | Giorgio Piovano ✔️ Eletto | PCI - PSIUP                                      | 33 618  | 32,83 |  |  |  |  |  |
|                                                                                | F. Barbarini              | PSI-PSDI Unificati                               | 20 007  | 19,54 |  |  |  |  |  |
|                                                                                | B. I. V. Pelizza          | Partito Liberale Italiano                        | 5 602   | 5,47  |  |  |  |  |  |
|                                                                                | G. C. G. Anelli           | Movimento Sociale Italiano                       | 4 312   | 4,21  |  |  |  |  |  |
|                                                                                | C. L. Piazzardi           | Partito Repubblicano Italiano                    | 1 454   | 1,42  |  |  |  |  |  |
|                                                                                | ?                         | Partito Democratico Italiano di Unità Monarchica | 1 366   | 1,33  |  |  |  |  |  |
| Totale                                                                         | Totale                    | Totale                                           | 102 403 | 100   |  |  |  |  |  |
|                                                                                |                           |                                                  |         |       |  |  |  |  |  |
| Voti non validi                                                                | Voti non validi           | Voti non validi                                  | 7 387   | 6,73  |  |  |  |  |  |
| Votanti                                                                        | Votanti                   | Votanti                                          | 109 790 | 96,44 |  |  |  |  |  |
| Elettori                                                                       | Elettori                  | Elettori                                         | 113 848 |       |  |  |  |  |  |
|                                                                                |                           |                                                  |         |       |  |  |  |  |  |
| Nota: quorum del 65% non raggiunto; ripartizione dei seggi a livello regionale |                           |                                                  |         |       |  |  |  |  |  |
| Data: 19 maggio 1968                                                           |                           |                                                  |         |       |  |  |  |  |  |
| Fonte: Ministero dell'interno                                                  |                           |                                                  |         |       |  |  |  |  |  |

### VI legislatura
|                                                                                | Giovanni Celasco          | Democrazia Cristiana                    | 37 126  | 36,01 |  |  |  |  |  |
|                                                                                | Giorgio Piovano ✔️ Eletto | PCI - PSIUP                             | 32 714  | 31,73 |  |  |  |  |  |
|                                                                                | Luigi Panigazzi           | Partito Socialista Italiano             | 13 426  | 13,02 |  |  |  |  |  |
|                                                                                | Nicola Romeo              | Movimento Sociale Italiano              | 6 987   | 6,78  |  |  |  |  |  |
|                                                                                | Gastone Darè              | Partito Socialista Democratico Italiano | 6 099   | 5,92  |  |  |  |  |  |
|                                                                                | Carlo Luigi Lafleur       | Partito Liberale Italiano               | 3 996   | 3,88  |  |  |  |  |  |
|                                                                                | M. G. Bottiroli           | Partito Repubblicano Italiano           | 2 752   | 2,67  |  |  |  |  |  |
| Totale                                                                         | Totale                    | Totale                                  | 103 100 | 100   |  |  |  |  |  |
|                                                                                |                           |                                         |         |       |  |  |  |  |  |
| Voti non validi                                                                | Voti non validi           | Voti non validi                         | 5 491   | 5,06  |  |  |  |  |  |
| Votanti                                                                        | Votanti                   | Votanti                                 | 108 591 | 96,47 |  |  |  |  |  |
| Elettori                                                                       | Elettori                  | Elettori                                | 112 564 |       |  |  |  |  |  |
|                                                                                |                           |                                         |         |       |  |  |  |  |  |
| Nota: quorum del 65% non raggiunto; ripartizione dei seggi a livello regionale |                           |                                         |         |       |  |  |  |  |  |
| Data: 7 maggio 1972                                                            |                           |                                         |         |       |  |  |  |  |  |
| Fonte: Ministero dell'interno                                                  |                           |                                         |         |       |  |  |  |  |  |

### VII legislatura
|                                                                                | Fortunato Bianchi            | Democrazia Cristiana                    | 38 227  | 36,72 |  |  |  |  |  |
|                                                                                | Giovanni Bellinzona          | Partito Comunista Italiano              | 37 553  | 36,07 |  |  |  |  |  |
|                                                                                | Giuseppe Rezzani             | Partito Socialista Italiano             | 12 838  | 12,33 |  |  |  |  |  |
|                                                                                | Domenico Novarini            | Movimento Sociale Italiano              | 5 035   | 4,84  |  |  |  |  |  |
|                                                                                | Felice Barbarini             | Partito Socialista Democratico Italiano | 4 540   | 4,36  |  |  |  |  |  |
|                                                                                | Antonio Gazzaniga            | Partito Repubblicano Italiano           | 2 598   | 2,50  |  |  |  |  |  |
|                                                                                | Carlo Luigi Lafleur          | Partito Liberale Italiano               | 1 568   | 1,51  |  |  |  |  |  |
|                                                                                | Carlo Ermenegildo Boldizzoni | Democrazia Proletaria                   | 1 127   | 1,08  |  |  |  |  |  |
|                                                                                | Giancarlo Lancini            | Partito Radicale                        | 614     | 0,59  |  |  |  |  |  |
| Totale                                                                         | Totale                       | Totale                                  | 104 100 | 100   |  |  |  |  |  |
|                                                                                |                              |                                         |         |       |  |  |  |  |  |
| Voti non validi                                                                | Voti non validi              | Voti non validi                         | 4 532   | 4,17  |  |  |  |  |  |
| Votanti                                                                        | Votanti                      | Votanti                                 | 108 632 | 96,17 |  |  |  |  |  |
| Elettori                                                                       | Elettori                     | Elettori                                | 112 955 |       |  |  |  |  |  |
|                                                                                |                              |                                         |         |       |  |  |  |  |  |
| Nota: quorum del 65% non raggiunto; ripartizione dei seggi a livello regionale |                              |                                         |         |       |  |  |  |  |  |
| Data: 20 giugno 1976                                                           |                              |                                         |         |       |  |  |  |  |  |
| Fonte: Ministero dell'interno                                                  |                              |                                         |         |       |  |  |  |  |  |

### VIII legislatura
|                                                                                | Carlo Lavezzari ✔️ Eletto     | Democrazia Cristiana                         | 38 124  | 37,37 |  |  |  |  |  |
|                                                                                | Giovanni Bellinzona ✔️ Eletto | Partito Comunista Italiano                   | 34 708  | 34,02 |  |  |  |  |  |
|                                                                                | Luigi Panigazzi               | Partito Socialista Italiano                  | 13 216  | 12,95 |  |  |  |  |  |
|                                                                                | Renzo Sclavi                  | Partito Socialista Democratico Italiano      | 5 544   | 5,43  |  |  |  |  |  |
|                                                                                | Italo Pasquali                | Movimento Sociale Italiano                   | 4 118   | 4,04  |  |  |  |  |  |
|                                                                                | David Daniele Pedrazzini      | Partito Liberale Italiano                    | 2 041   | 2,00  |  |  |  |  |  |
|                                                                                | M. G. Bottiroli               | Partito Repubblicano Italiano                | 1 948   | 1,91  |  |  |  |  |  |
|                                                                                | M. Danese                     | Partito Radicale                             | 1 765   | 1,73  |  |  |  |  |  |
|                                                                                | F. Di Jeso                    | Nuova Sinistra Unita                         | 328     | 0,32  |  |  |  |  |  |
|                                                                                | R. Repetti                    | Costituente di Destra - Democrazia Nazionale | 231     | 0,23  |  |  |  |  |  |
| Totale                                                                         | Totale                        | Totale                                       | 102 023 | 100   |  |  |  |  |  |
|                                                                                |                               |                                              |         |       |  |  |  |  |  |
| Voti non validi                                                                | Voti non validi               | Voti non validi                              | 5 125   | 4,78  |  |  |  |  |  |
| Votanti                                                                        | Votanti                       | Votanti                                      | 107 148 | 94,82 |  |  |  |  |  |
| Elettori                                                                       | Elettori                      | Elettori                                     | 113 004 |       |  |  |  |  |  |
|                                                                                |                               |                                              |         |       |  |  |  |  |  |
| Nota: quorum del 65% non raggiunto; ripartizione dei seggi a livello regionale |                               |                                              |         |       |  |  |  |  |  |
| Data: 3 giugno 1979                                                            |                               |                                              |         |       |  |  |  |  |  |
| Fonte: Ministero dell'interno                                                  |                               |                                              |         |       |  |  |  |  |  |

### IX legislatura
|                                                                                | Carlo Lavezzari           | Democrazia Cristiana                    | 31 717  | 32,77 |  |  |  |  |  |
|                                                                                | Luigi Meriggi ✔️ Eletto   | Partito Comunista Italiano              | 30 668  | 31,68 |  |  |  |  |  |
|                                                                                | Luigi Panigazzi ✔️ Eletto | Partito Socialista Italiano             | 14 713  | 15,20 |  |  |  |  |  |
|                                                                                | Renzo Sclavi ✔️ Eletto    | Partito Socialista Democratico Italiano | 5 848   | 6,04  |  |  |  |  |  |
|                                                                                | Italo Pasquali            | Movimento Sociale Italiano              | 5 259   | 5,43  |  |  |  |  |  |
|                                                                                | Antonio Gazzanica         | Partito Repubblicano Italiano           | 3 469   | 3,58  |  |  |  |  |  |
|                                                                                | Alessandro Colussi        | Partito Liberale Italiano               | 2 633   | 2,72  |  |  |  |  |  |
|                                                                                | Giancarlo Lancini         | Partito Radicale                        | 1 297   | 1,34  |  |  |  |  |  |
|                                                                                | Raffaele Antonio De Grada | Democrazia Proletaria                   | 936     | 0,97  |  |  |  |  |  |
|                                                                                | Guglielmina Noris         | Partito Cristiano Azione Sociale        | 142     | 0,15  |  |  |  |  |  |
|                                                                                | Turiddu De Min            | Lista per Trieste                       | 109     | 0,11  |  |  |  |  |  |
| Totale                                                                         | Totale                    | Totale                                  | 96 791  | 100   |  |  |  |  |  |
|                                                                                |                           |                                         |         |       |  |  |  |  |  |
| Voti non validi                                                                | Voti non validi           | Voti non validi                         | 7 931   | 7,57  |  |  |  |  |  |
| Votanti                                                                        | Votanti                   | Votanti                                 | 104 722 | 93,32 |  |  |  |  |  |
| Elettori                                                                       | Elettori                  | Elettori                                | 112 221 |       |  |  |  |  |  |
|                                                                                |                           |                                         |         |       |  |  |  |  |  |
| Nota: quorum del 65% non raggiunto; ripartizione dei seggi a livello regionale |                           |                                         |         |       |  |  |  |  |  |
| Data: 26 giugno 1983                                                           |                           |                                         |         |       |  |  |  |  |  |
| Fonte: Ministero dell'interno                                                  |                           |                                         |         |       |  |  |  |  |  |

### X legislatura
|                                                                                | Giovanni Azzaretti ✔️ Eletto | Democrazia Cristiana                    | 33 373  | 33,99 |  |  |  |  |  |
|                                                                                | Luigi Meriggi ✔️ Eletto      | Partito Comunista Italiano              | 27 742  | 28,25 |  |  |  |  |  |
|                                                                                | Luigi Panigazzi              | Partito Socialista Italiano             | 17 009  | 17,32 |  |  |  |  |  |
|                                                                                | Renzo Sclavi                 | Partito Socialista Democratico Italiano | 5 517   | 5,62  |  |  |  |  |  |
|                                                                                | Domenico Novarini            | Movimento Sociale Italiano              | 5 143   | 5,24  |  |  |  |  |  |
|                                                                                | A. Ravegnani                 | Partito Repubblicano Italiano           | 2 490   | 2,54  |  |  |  |  |  |
|                                                                                | B. Romeri                    | Lista Verde                             | 1 842   | 1,88  |  |  |  |  |  |
|                                                                                | G. Pernice                   | Partito Radicale                        | 1 767   | 1,80  |  |  |  |  |  |
|                                                                                | G. Marinetti                 | Partito Liberale Italiano               | 1 390   | 1,42  |  |  |  |  |  |
|                                                                                | A. Cassinera                 | Democrazia Proletaria                   | 1 032   | 1,05  |  |  |  |  |  |
|                                                                                | L. Vigo                      | Liga Veneta                             | 439     | 0,45  |  |  |  |  |  |
|                                                                                | E. Conti                     | Lega Lombarda                           | 359     | 0,37  |  |  |  |  |  |
|                                                                                | F. G. Siracusa               | Alleanza Popolare Pensionati            | 96      | 0,10  |  |  |  |  |  |
| Totale                                                                         | Totale                       | Totale                                  | 98 199  | 100   |  |  |  |  |  |
|                                                                                |                              |                                         |         |       |  |  |  |  |  |
| Voti non validi                                                                | Voti non validi              | Voti non validi                         | 5 919   | 5,68  |  |  |  |  |  |
| Votanti                                                                        | Votanti                      | Votanti                                 | 104 118 | 93,61 |  |  |  |  |  |
| Elettori                                                                       | Elettori                     | Elettori                                | 111 221 |       |  |  |  |  |  |
|                                                                                |                              |                                         |         |       |  |  |  |  |  |
| Nota: quorum del 65% non raggiunto; ripartizione dei seggi a livello regionale |                              |                                         |         |       |  |  |  |  |  |
| Data: 14 giugno 1987                                                           |                              |                                         |         |       |  |  |  |  |  |
| Fonte: Ministero dell'interno                                                  |                              |                                         |         |       |  |  |  |  |  |

### XI legislatura
|                                                                                | Giovanni Azzaretti      | Democrazia Cristiana                    | 24 418  | 25,29 |  |  |  |  |  |
|                                                                                | Gianangelo Somenzini    | Lega Lombarda                           | 15 382  | 15,93 |  |  |  |  |  |
|                                                                                | Luigi Panigazzi         | Partito Socialista Italiano             | 12 904  | 13,36 |  |  |  |  |  |
|                                                                                | Giuseppe Villani        | Partito Democratico della Sinistra      | 12 608  | 13,06 |  |  |  |  |  |
|                                                                                | Luigi Meriggi ✔️ Eletto | Partito della Rifondazione Comunista    | 7 404   | 7,67  |  |  |  |  |  |
|                                                                                | Renzo Sclavi            | Partito Socialista Democratico Italiano | 4 693   | 4,86  |  |  |  |  |  |
|                                                                                | Domenico Novarini       | Movimento Sociale Italiano              | 4 428   | 4,59  |  |  |  |  |  |
|                                                                                | Mario Bottiroli         | Partito Repubblicano Italiano           | 3 078   | 3,19  |  |  |  |  |  |
|                                                                                | Leonardo Gallina        | Partito Liberale Italiano               | 2 194   | 2,27  |  |  |  |  |  |
|                                                                                | Sergio Mussini          | Federazione dei Verdi                   | 2 066   | 2,14  |  |  |  |  |  |
|                                                                                | Giulio Bonfadini        | Lega Alpina Lumbarda                    | 2 046   | 2,12  |  |  |  |  |  |
|                                                                                | Andrea Valcarenghi      | Lista Marco Pannella                    | 1 218   | 1,26  |  |  |  |  |  |
|                                                                                | Luigi Esni              | Partito Pensionati                      | 1 091   | 1,13  |  |  |  |  |  |
|                                                                                | Giuseppe Frattini       | La Lega Casalinghe-Pensionati           | 941     | 0,97  |  |  |  |  |  |
|                                                                                | Romano Lanzini          | Lega Lombardia Europea                  | 751     | 0,78  |  |  |  |  |  |
|                                                                                | Rossella Bracco         | Sì Referendum                           | 515     | 0,53  |  |  |  |  |  |
|                                                                                | Maria Tolomio           | Alleanza Lombarda Autonomia             | 509     | 0,53  |  |  |  |  |  |
|                                                                                | Alessandro Bentivoglio  | Caccia Pesca Ambiente                   | 179     | 0,19  |  |  |  |  |  |
|                                                                                | Francesco Racalbuto     | Federalismo - Pensionati Uomini Vivi    | 71      | 0,07  |  |  |  |  |  |
|                                                                                | Gianfranco Giannetti    | Movimento Fascismo e Libertà            | 68      | 0,07  |  |  |  |  |  |
| Totale                                                                         | Totale                  | Totale                                  | 96 564  | 100   |  |  |  |  |  |
|                                                                                |                         |                                         |         |       |  |  |  |  |  |
| Voti non validi                                                                | Voti non validi         | Voti non validi                         | 6 103   | 5,94  |  |  |  |  |  |
| Votanti                                                                        | Votanti                 | Votanti                                 | 102 667 | 91,07 |  |  |  |  |  |
| Elettori                                                                       | Elettori                | Elettori                                | 112 739 |       |  |  |  |  |  |
|                                                                                |                         |                                         |         |       |  |  |  |  |  |
| Nota: quorum del 65% non raggiunto; ripartizione dei seggi a livello regionale |                         |                                         |         |       |  |  |  |  |  |
| Data: 5 aprile 1992                                                            |                         |                                         |         |       |  |  |  |  |  |
| Fonte: Ministero dell'interno                                                  |                         |                                         |         |       |  |  |  |  |  |